# Yvan Frebert
Yvan Frebert (né le 19 novembre 1960 à Évreux) est un coureur cycliste français, professionnel de 1984 à 1986. 

## Biographie
Après sa carrière cycliste, il devient président du VC Évreux,. Il quitte son poste en fin d'année 2022 pour le laisser à Laurent Eudeline. 

## Distinctions
- Médaille de la jeunesse, des sports et de l'engagement associatif, argent (2019)[4]

## Palmarès
- 1980
  - Rouen-Gisors
- 1982
  - 2e du Tour d'Eure-et-Loir
- 1983
  -  Champion de France des comités
  - Tour de Normandie
  - 2e étape de la Route de France
  - 2e du Grand Prix de l'Équipe et du CV 19e
- 1987
  - Tour de Normandie
  - Grand Prix de Lillers
- 1988
  - 3e étape du Ruban granitier breton
  - Circuit du Roumois
  - 2e du Grand Prix de Blangy-sur-Bresle
  - 3e de Rouen-Gisors
- 1989
  - Grand Prix de Gerponville
- 1991
  - 3e du championnat de Normandie sur route
- 1992
  - 2e des Boucles guégonnaises
- 1993
  - 3e du Tour de la Manche
  - 3e du Grand Prix Michel-Lair
- 1995
  - Champion de Normandie sur route
  - Grand Prix de la Côte des Isles
  - 2e de Rouen-Gisors
- 1996
  - 3e des Trois Jours des Mauges

## Résultats sur les grands tours

### Tour de France
2 participations
- 1984 : 69e
- 1985 : 68e